# Mount Noorat
Mount Noorat är ett berg i Australien. Det ligger i regionen Corangamite och delstaten Victoria, omkring 180 kilometer väster om delstatshuvudstaden Melbourne. Toppen på Mount Noorat är 310 meter över havet, eller 168 meter över den omgivande terrängen. Bredden vid basen är 5,9 km.
Mount Noorat är den högsta punkten i trakten. Runt Mount Noorat är det mycket glesbefolkat, med 4 invånare per kvadratkilometer.. Närmaste större samhälle är Camperdown, omkring 20 kilometer öster om Mount Noorat. 
Trakten runt Mount Noorat består till största delen av jordbruksmark. Genomsnittlig årsnederbörd är 919 millimeter. Den regnigaste månaden är juni, med i genomsnitt 122 mm nederbörd, och den torraste är februari, med 24 mm nederbörd.